# Maison Margiela
Ne pas confondre avec le créateur Martin Margiela
 Margiela, anciennement la Maison Martin Margiela, est une maison de haute couture française établie à Paris,. Fondée en 1988 par le couturier belge Martin Margiela, la maison produit des collections artisanales qui tirent leur inspiration de la haute couture et dont les créations servent à leur tour d’inspiration à des collections de prêt-à-porter,,. Les lignes de produits recouvrent aussi bien des vêtements pour femmes et pour hommes que de la bijouterie fine, des chaussures, des objets décoratifs, des parfums et des articles ménagers,,. La maison est connue pour ses designs déconstructifs et d'avant-garde et ses matériaux peu conventionnels,,,. Les défilés de la Maison Margiela se déroulent traditionnellement en public et dans des décors inhabituels comme des stations de métro ou des coins de rue,. Les visages des mannequins sont souvent cachés par des pans de tissu ou des cheveux longs afin de focaliser le regard des spectateurs sur les vêtements et leur design,,. Après l’entrée en Bourse en 2002 de la Maison Martin Margiela, en 2009 son fondateur Martin Margiela quitte son poste de directeur artistique,, et en 2014 ce rôle est confié à John Galliano,. Depuis 2025, Glenn Martens occupe le poste de directeur créatif. La société a collaboré aux vitrines et à la conception avec d’autres marques telles que Barneys New York,, Converse, G-Shock, Opening Ceremony, Hermès, H&M, L’Oréal, et Swarovski.

## Historique
La Maison Margiela est fondée en 1988 par et sous le nom du couturier belge Martin Margiela,,,. Ce dernier fait des études de haute couture à l’Académie Royale d'Anvers,, et bien qu’il termine celles-ci une année auparavant, en 1979, il est souvent associé par erreur aux membres du groupe de jeunes stylistes d’avant-garde des années 1980, diplômés de la même académie, les « Six d’Anvers »,. En 1984 Margiela s’installe à Paris pour devenir l’assistant styliste de Jean-Paul Gaultier,,, qui apprécie beaucoup le talent du jeune couturier. Il jouera ce rôle jusqu’en 1987,,. En 1988, Margiela lance une marque sous son propre nom, la « Maison Martin Margiela », en collaboration avec la styliste Jenny Meirens,,. Travaillant dans un premier temps dans un appartement parisien, ils ouvrent leur première boutique dans un espace vide et sans distinction à Paris,.

### Premières collections et anonymat
Le premier défilé d’une collection femme de la Maison Martin Margiela, celle du printemps 1989, a lieu en 1988 au Café de la Gare à Paris,,,. Cette première collection femme comportait ce que The Independent décrit comme « un tablier de boucher en cuir retravaillé de façon à en faire une robe de soirée séduisante » ainsi que plusieurs vestes taillées à partir d'une vieille robe en tulle. Dix ans plus tard, en 1998, la maison présente sa première collection hommes, la « Ligne 10 »,,.
Dévoilée pour la première fois en 1989 et lancée en 1992, l’une des pièces les plus connues de la marque est la botte « tabi », une interprétation de la chaussette traditionnelle japonaise qui sépare le gros orteil des autres,,. En 1994, la Maison Martin Margiela lance ses premières pièces d’époque par une ligne de « reproductions totales », après avoir reconstruit sa collection précédente uniquement à partir de ses archives. Au dévoilement des bottes « tabi » en 1988 au Café de la Gare à Paris, les modèles marchent d'abord dans de la peinture rouge pour laisser une empreinte de la chaussure scindée aux orteils lors du défilé.
Homme extrêmement discret qui refuse les apparitions sur le podium à l’occasion de ses défilés en public, Margiela commence à éviter les photographes et à s’entretenir par fax avec les médias au moyen de communications signées au nom collectif « nous »,,,. Les interviews se déroulent collectivement en présence de l’équipe de design au complet. De 1997 à 2003, la maison supervise la direction artistique des vêtements femmes pour la maison de couture française Hermès,, avec une équipe de stylistes placés sous la direction du président d’Hermès, Jean-Louis Dumas, mais Margiela reste dans l'anonymat,. Avant l’acquisition de la marque en 2002 par le Groupe OTB, les boutiques de la maison ne se trouvent pas dans l’annuaire téléphonique et le nom de Margiela n’apparaît jamais à l'extérieur des boutiques,,. Les vêtements de la marque portent des étiquettes simples à quatre brides blanches, portant le chiffre de référence à la ligne, mais sans logo,,. Les différentes lignes de produits sont désignées par des chiffres, sans ordre chronologique particulier,.
La presse spécule que cet anonymat est une stratégie publicitaire, bien que la Maison Martin Margiela affirme que l’anonymat de Margiela est une réaction face à une industrie de la mode qui s’était trop commercialisée et une tentative sincère de recentrer la focalisation de la mode sur les vêtements et non pas sur les personnages qui y sont derrière,. Par conséquent, la presse qualifie Margiela de « Greta Garbo de la mode » en référence à l’aversion similaire que ressentait l'actrice face aux feux des projecteurs,, et en 2008 le New York Times décrit Margiela comme « l’homme invisible de la mode ».

### Un style qui intrigue
Au cours des années 1980, Margiela, tout comme d’autres couturiers belges y compris les Six d’Anvers, s’inspire des modes déconstructives présentées par des avant-gardistes japonais comme Rei Kawakubo, créatrice de la marque « Comme des Garçons »,. Margiela commence à appliquer le style déconstructif pendant cette même période alors qu’il travaille en tant que styliste indépendant à Milan, en Italie. Dès ses débuts son travail révèle la structure des vêtements à l’exemple des doublures et des coutures qui sont délibérément laissées visibles,,.
La collaboration entre Martin Margiela et Jenny Meirens donne lieu à des collections qui se distinguent par leur fabrication à partir de vêtements et d’objets récupérées,. La revue New York Magazine remarque que « le styliste a vite défini un look déconstruit [pour sa nouvelle marque]… De manière quelque peu dadaïste, comme si Marcel Duchamp s'était réincarné en styliste de mode, Margiela a remis en question chaque principe de la mode et du luxe ». Plus tard, le magazine Vogue écrira que les idées initiales de Margiela « choquaient et intriguaient » l’industrie de la mode.
En 1994 le New York Times reconnaît l’influence de la maison en écrivant que « ses vêtements de [style] frusques recyclées ont mis fin à la consommation flagrante [de l’industrie de la mode] des années 1980 ». Margiela est décrit par son premier attaché de presse, Pierre Rougier, comme « un ovni avec une vision sans compromis ». Le style de la maison met en avant, à l'avis de Linda Loppa, ancienne directrice de l'Académie Royale d'Anvers,,, « une esthétique de l'inachevé » qui inspire bientôt de nombreux autres créateurs,,.
De 1997 à 2003, pendant la collaboration de la Maison Martin Margiela avec la maison Hermès, les collections qu’elle conçoit pour cette dernière sont dévoilées deux fois par an dans la boutique Hermès de la rue Saint-Honoré,. The Independent qualifie ces collections de « discrètes », avec parmi eux des « contours masculins peu serrés » et des « robes de soirée en crêpe noire ». À son tour, New York Magazine décrit les styles comme « de douces explorations du luxe qui se concentrent sur des vêtements classiques portant des variations subtiles mais magistrales ».

### Rachat par OTB et nouveau siège
En 2002, la Maison Martin Margiela est rachetée par le groupe OTB, une société holding dirigée par Renzo Rosso, également propriétaire de la marque de mode italienne Diesel,,,. En décembre 2004, la Maison Martin Margiela déménage dans son nouveau siège dans un couvent du 18e siècle dans le 11e arrondissement de Paris. L’intérieur et les meubles du nouveau siège sont entièrement peints en émulsion blanche afin de leur donner un aspect vieilli. En plus de l’environnement blanc, tous les employés portent la blouse blanche traditionnelle des artisans de la couture,. Ces blouses sont aussi bien un clin d’œil à l’histoire et à l’esthétique qu’un signe d’égalité puisque chaque membre du personnel en porte quel que soit son titre,.

### Entrée dans le monde de la haute couture
En mai 2006, la Maison Martin Margiela est invitée par la Chambre Syndicale à présenter sa première collection de haute couture à Paris, et en 2012 la maison en reçoit l'appellation officielle,. La maison fête le défilé de sa 20e anniversaire en septembre 2008, à Paris encore, avec une piste conçue comme un gâteau d’anniversaire ambulant et « une fanfare entourée des assistants Margiela en blouse blanche ». Les vêtements sont décrits comme « des manteaux fabriqués de perruques synthétiques, des justaucorps rassemblant des pièces de trench-coat et vestes de smoking, et des collants conçus pour ressembler à des boules de disco »,.

### Changement de nom
En octobre 2009, on annonce la démission de Martin Margiela de son poste de directeur artistique de la Maison Martin Margiela,. Il y a une certaine spéculation sur les raisons de ce départ, et l'on évoque un désaccord à propos de la volonté de Rosso de transformer la Maison Martin Margiela en marque internationale, mais Margiela lui-même ne donne pas de motif officiel,,. Après le départ de Margiela, l’équipe de stylistes continue de travailler collectivement sans qu’un directeur artistique soit nommé,,. Le Directeur Général, Giovanni Pungetti, affirme que « nous souhaitons rester avant-garde et provocateur, mais sans nouveau directeur artistique. C’est un défi. Nous le savons. Nous allons probablement faire des erreurs, mais le plus important est d’en tirer des leçons »,.
En 2010, l’entreprise élargit son activité de production d’articles ménagers et de design intérieur, et en juillet 2011 la maison conçoit plusieurs suites d’hôtel conceptuelles pour La Maison Champs-Élysées à Paris,. À l'automne 2014, la marque génère un chiffre d’affaires annuel de 100 millions d'euros et est rentable depuis deux ans, avec quelque 50 boutiques détenues en propre,.
L’arrivée de John Galliano en tant que directeur artistique est annoncée en octobre 2014,. Galliano avait déjà occupé la même position chez Givenchy et Dior ainsi que pour sa propre griffe, « John Galliano »,. Selon le Guardian, la seule directive offerte par Margiela à son nouveau directeur est « faites d’elle la vôtre ». Pendant de rares interviews données au cours de la période intérimaire, Galliano présente sa première collection conçue pour la Maison Margiela. En même temps que la sortie de cette première collection de Galliano, on révèle que la maison a enlevé le prénom « Martin » de l’enseigne pour n’être plus que « Maison Margiela »,. Un porte-parole de la Maison Margiela dit que ce changement de nom « représente une évolution de la maison ». Grâce à la focalisation de Galliano sur l'aspect « haute couture » de l’entreprise, à la fin de l'année 2015 les rentrées avaient augmenté de 30 %.
Le 26 septembre 2018, à l'occasion du défilé Printemps-été 2019, Maison Margiela lance son nouveau parfum, Mutiny. La campagne met en scène six « Mutinists » représentant les multiples facettes du parfum : Willow Smith, Princess Nokia, Molly Bair,Teddy Quinlivan, Hanne Gaby Odiele et Sasha Lane.

## Expansion internationale
La première boutique internationale s'ouvre à Tokyo en 2000,, et dès l’été 2008, 14 boutiques de l’enseigne sont en opération à travers le monde, avec des entrées à Dubaï, Hong-Kong, Moscou et Munich dans les six mois qui suivent. Fin 2009, la marque ouvre une boutique « pop-up » au salon artistique « Art Basel Miami Beach ». Le nombre de boutiques indépendantes augmente jusqu’à 17 dès 2012 et il y a 21 boutiques « stop-in » [« de passage »] à travers le monde. Propriétaire de 50 boutiques en 2014,, dès 2017 la Maison Margiela est présente en France, au Royaume-Uni, en Belgique, en Chine, en Allemagne, à Hong-Kong, en Italie, au Japon, en Corée du Sud, à Taiwan, aux États-Unis et en Thaïlande.

## Des créations alliant «déconstruction, récupération, et révélation»[9],[58]
Fidèle aux pratiques de la Maison Martin Margiela, la Maison Margiela continue d'attribuer à chacune de ses lignes de produits le code de référence breveté, constitué d’un chiffre entre 0 et 23, sans ordre numérique particulier. Ce système s'applique tant aux vêtements qu'à la bijouterie fine, aux chaussures, à la lunetterie, aux objets, et aux parfums,. La maison produit aussi bien des collections artisanales que des collections de prêt-à-porter, ces dernières s’inspirant des premières qui sont des « laboratoires d'expérience de la mode » et qui sont sorties en éditions très limitées,.

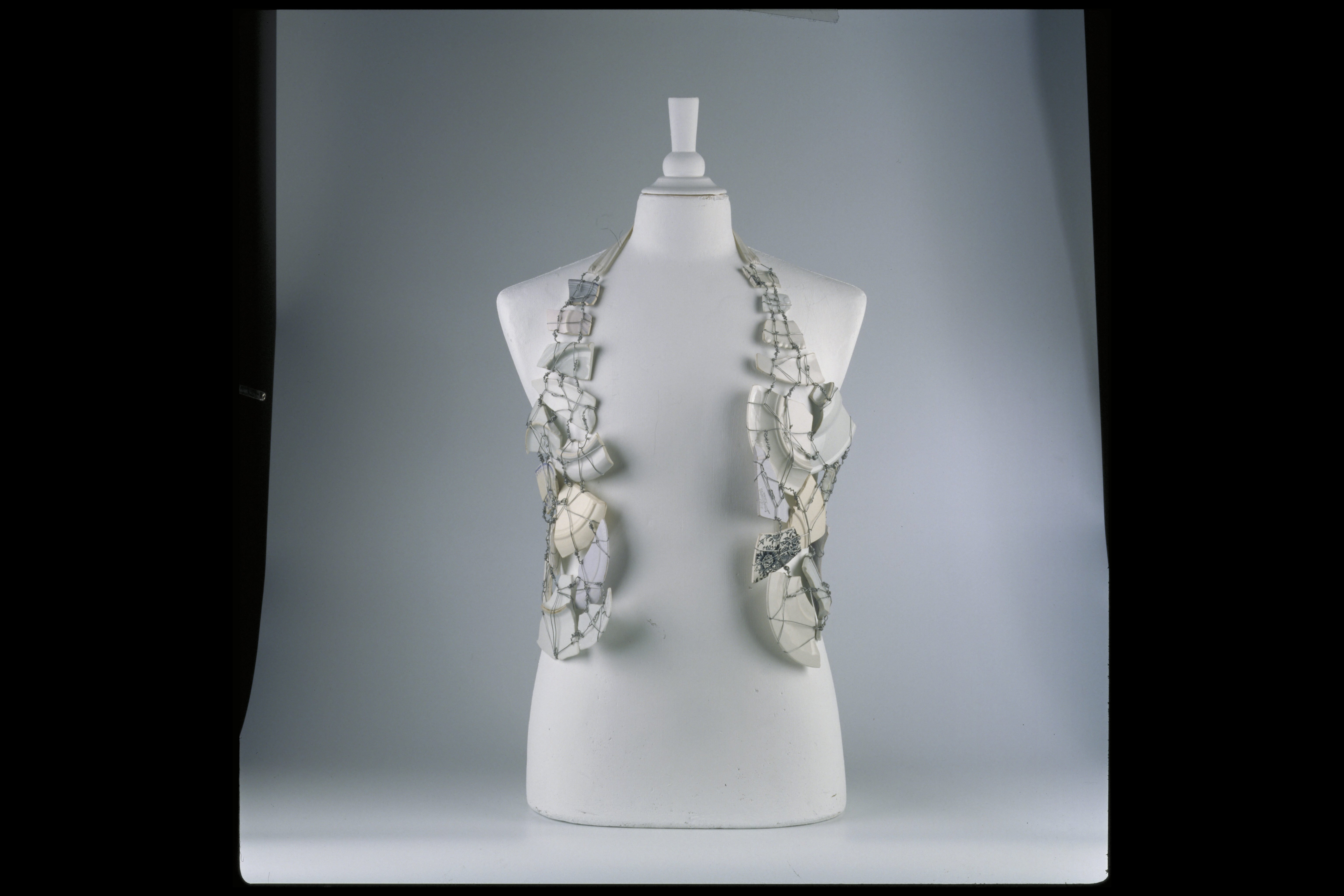
Une création de la maison à base de porcelaine

Sans allégeance formelle à un mouvement de mode spécifique, les styles de la Maison Margiela continuent d'être reconnus pour leurs lignes déconstructionnistes, avec des coutures visibles, des tailles trop grandes et du recyclage de vêtements,. D'autres stratégies déconstructionnistes employées chez la Maison Margiela incluent l’emploi de doublures en tissus traditionnels pour façonner les couches extérieures des habits,. L'usage de matières peu conventionnelles inclut des vêtements fabriquées à partir de sacs de transport en plastique et de cintres métalliques, des ensembles à pantalon découpés à partir de tissues d’ameublement des années 1970, des hauts cousus à partir de gants en cuir, et des bijoux faits de glace colorée qui teint les vêtements pendant que les bijoux fondent,,.

## Des défilés de la Maison Margiela
Décrits par le New York Magazine comme étant « peut-être davantage comme des happenings artistiques que des productions thématisées et opératiques typiques de la mode parisienne des années 80 », les défilés de la Maison Margiela sont célèbres pour la présentation des collections dans des lieux inhabituels et selon des manières atypiques,. Le New York Times dépeint ces présentations comme « alternativement électrisantes ou drôles ou sexy, sinon tout bonnement bizarres » .

### Le choix des scénarios insolites
Les défilés de mode de la Maison Margiela se distinguent par le fait que les visages des femmes sont souvent cachés par des capuches, des masques ou des cheveux longs dans un souhait de diriger le regard vers les vêtements et non pas sur les mannequins,. En 1989, la maison présente une collection sur un terrain de jeu dans la banlieue parisienne,,. Le défilé fait appel aux enfants des environs pour interagir de manière spontanée avec les mannequins sur la piste et à une disposition de places assises organisée sur la base du premier arrivé, premier servi. Selon la revue Business of Fashion, « Les critiques l’ont détesté. L’industrie l’a adoré ».
La maison continue d’organiser des défilés dans des lieux insolites et au printemps 1992 un show dans une station abandonnée du métro parisien présente des mannequins qui descendent des escaliers illuminés par des bougies et accompagnées d'artistes de rue recrutés dans le métro même,. D'autres décors inhabituels sont mis à contribution à l'exemple des tables à manger rondes installées dans des dépôts négligés, des terrains vagues, des cages d’escalier dans des vieilles maisons de ville, et des wagons de métro hors service,,,.
Bien que la maison ait une réputation d’éviter de faire appel aux mannequins célèbres, au printemps 1993 des mannequins comme Cecilia Chancellor et Kate Moss présentent « un minimalisme allié à l’époque victorienne ». 1993 voit aussi un défilé de mannequins se faufilant parmi les musiciens d’une fanfare, et en 1994 la marque présente une collection basée sur l’apparence vraisemblable des vêtements de poupée Barbie, en taille humaine,. En 1995 des mannequins prennent place parmi les spectateurs, et en 1997 l’entreprise envoie une carte d'invitation à la presse spécialisée pour un rendez-vous sur un coin de rue en France, où les mannequins et une fanfare belge présentent la nouvelle collection après être descendus d’un bus Routemaster. Vogue rapporte que « lors d’un défilé, les éditeurs et les acheteurs sont mis au défi de se placer selon l’importance qu’ils se donnent », et à l'occasion d'un autre défilé « les mannequins sont sorties sur des chariots ». Toujours selon Vogue, pendant deux saisons en 1998, la maison a présenté des collections sans mannequin humain. L’une de ces présentations a été effectuée au moyen de marionnettes conçues par Jane How,.

### Des traditions bousculées
En janvier 2015, la Maison Margiela présente ses deux premières collections sous Galliano, d’abord par la collection « Artisanale » de la marque,,. Ce premier défilé se déroule exceptionnellement à Londres, à l'occasion de la « Fashion Week »,. La deuxième collection comprend 30 ensembles avec des accessoires en néon, des ballerines et des chaussons en fourrure synthétique, des manteaux longs, et des finitions vernies. Galliano rompt lors des défilés avec la tradition d'anonymat de la maison, bien qu'il s’abstienne de venir saluer les spectateurs en fin de défilé,. La collection de juillet 2016 réunit les approches de Margiela et de Galliano, et présente des articles comme des manteaux de style militaire, une robe parachute, de la peinture néon sur les visages, et des habits du XIXe siècle,.
En septembre 2016, la Maison Margiela entre en partenariat avec Barney’s New York pour la décoration des vitrines d’automne sur la Madison Avenue, créant quatre vignettes pour refléter les artisans récents de la maison et les collections de prêt-à-porter.

## Œuvres humanitaires
Chaque année depuis 1994 la maison sort un T-shirt au bénéfice d'une association française de lutte contre le SIDA. Traduit chaque année depuis 2010 dans une langue différente, le slogan imprimé sur le T-shirt reste toujours le même :  « Il y a plus à faire pour combattre le Sida que de porter ce t-shirt mais c'est un bon début »,.

## Rétrospectives et expositions
En 2008, le Musée de la Mode de la Province d’Anvers (MoMu) tient une exposition rétrospective du travail de la marque,. L'exposition se déplace à la Haus der Kunst (Maison de l'Art) à Munich en 2009, puis à la Somerset House à Londres en 2010,. Début 2015, la cinéaste Alison Chernick sort L’Artiste est Absent, un bref biopic au sujet de Martin Margiela qui est projeté en ouverture du Festival du Film de Tribeca, à New York. En 2017, le MoMu présente les 12 collections produites par la Maison au temps de sa collaboration avec Jean-Louis Dumas chez Hermès,, et une exposition mettant la Maison Margiela à l'honneur est organisée au Musée de la Mode et du Textile à Paris en 2018,.